# Stadtbus Neumarkt

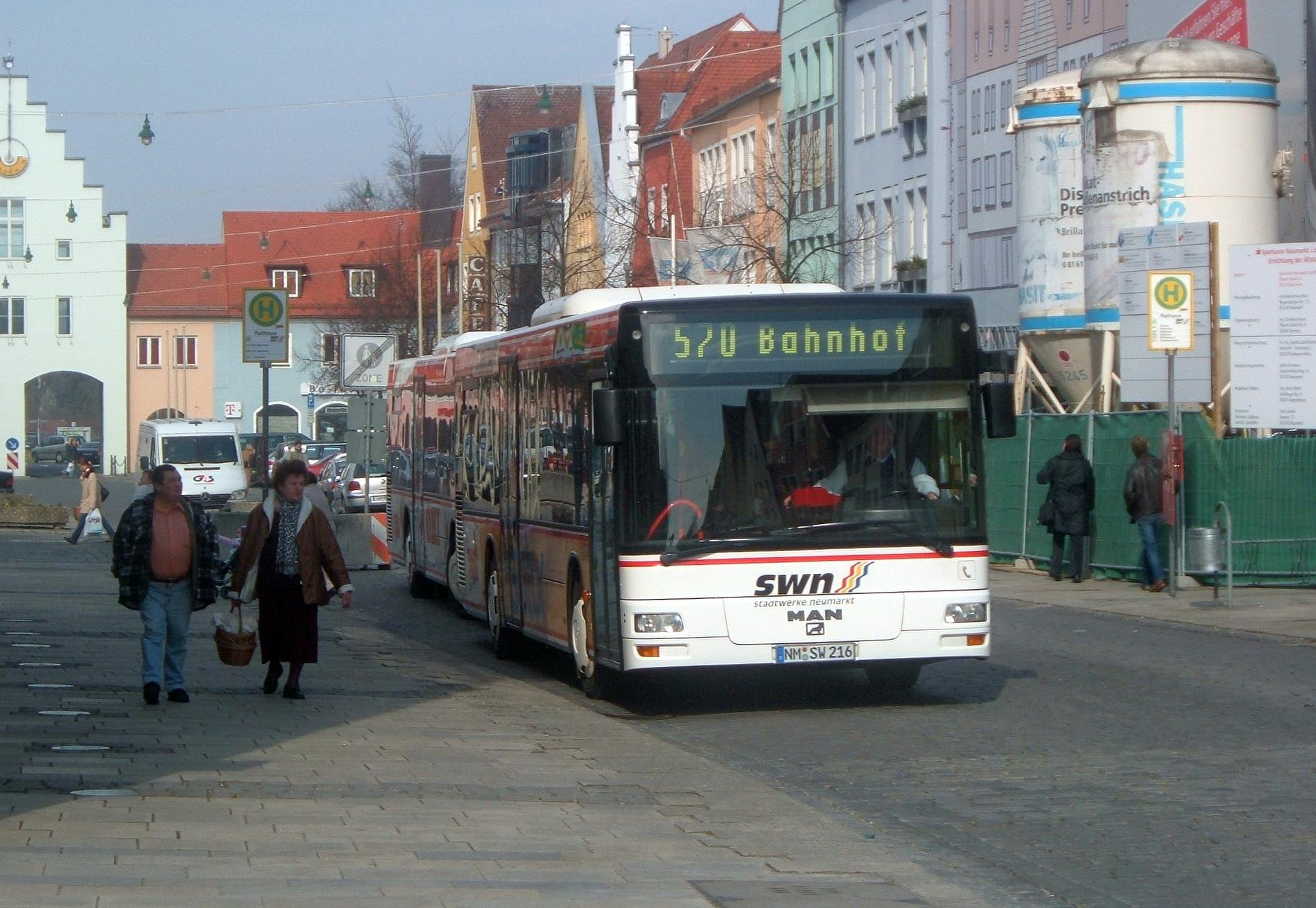
Stadtbusse an der Haltestelle Rathaus

Der von den Stadtwerken Neumarkt betriebene Stadtbus Neumarkt bedient in Neumarkt in der Oberpfalz den öffentlichen Personennahverkehr. Für das gesamte Netz der Stadtbusse gilt der Tarif des Verkehrsverbundes Großraum Nürnberg (VGN). Fahrkarten des Regensburger Verkehrsverbundes (RVV) werden anerkannt, aber nicht verkauft.
Bereits in den 1960er Jahren wurde probeweise ein erstes Bussystem eingerichtet, wegen einer zu niedrigen Nachfrage jedoch bald wieder eingestellt. Erst 1990 wurden solche Planungen wieder aufgenommen. Der Stadtbusverkehr wurde am 1. September 1993 mit fünf Bussen der Firma Arzt Reisen aus Pyrbaum-Seligenporten eingeführt, die auf 10 Linien im Stundentakt verkehrten. Am 26. August 2008 wurde bekannt, dass die Firma Arzt Reisen den bis September 2009 laufenden Kooperationsvertrag vorzeitig aus wirtschaftlichen Gründen kündigte. Am 27. November 2008 beschloss der Neumarkter Stadtrat die Gründung der Stadtwerke Neumarkt Verkehrsbetriebe GmbH, die zum 1. Januar 2009 den Betrieb des Busverkehrs übernommen hat.
Jährlich nutzen etwa 810.000 Menschen die Stadtbusse, der zehnmillionste Fahrgast wurde im Dezember 2006 befördert. Die am stärksten frequentierten Linien sind die Linien 561, 565 und 563.

## Liniennetz
Das Netz umfasst derzeit 13 Linien mit etwa 150 Haltestellen. Es hat eine Länge von 143 Kilometern und deckt große Teile des Stadtgebiets ab. Zwei Rufbuslinien übernehmen dabei die Versorgung der abgelegenen und nur dünn besiedelten Stadtteile im Norden und Osten. Nicht im Liniennetz befinden sich die Stadtteile Frickenhofen und Labersricht. Von 1993 bis 2024 wurde auch der Hauptort der Gemeinde Berngau bedient. Ein Anschluss der Gemeinden Pilsach und Sengenthal war in den 1990ern Teil der Überlegungen, wurde aber nie realisiert, da die Versorgung dieser Orte durch Regionalbuslinien zwischenzeitlich verbessert wurde. Das Netz ist sternförmig um den Bahnhof angelegt.
Die Nummerierung der Linien orientiert sich dabei am Nummernsystem des VGN. Diese Nummern werden konsequent verwendet, es tauchen keine systemeigenen Nummern auf. Die folgende Tabelle gewährt einen Überblick über das Liniennetz:
| Linie | Laufweg                                                                                  |
| ----- | ---------------------------------------------------------------------------------------- |
| 561   | Bahnhof – Rathaus – Klinikum – Pölling Fliederweg                                        |
| 561   | Bahnhof – Rathaus – Klinikum – Rittershof – Pölling Fliederweg                           |
| 562   | Bahnhof – Rathaus – Klinikum – Holzheim Triftstraße                                      |
| 563   | Bahnhof – Rathaus – Altenhof – Eichendorffstraße                                         |
| 564   | Bahnhof – Klostertor – Schlossbad – Mühlen Wilhelm-Busch-Straße                          |
| 564   | Bahnhof – Klostertor – Faberpark – Kohlenbrunnermühle                                    |
| 565   | Bahnhof – Klostertor – Schlossbad – Wolfstein – Kettelerstraße                           |
| 565   | Bahnhof – Turnerheim – Wolfstein – Kettelerstraße                                        |
| 566   | Bahnhof – Badstraße – Höhenberg im Tal – Höhenberg Gotenstraße – Voggenthal – St. Helena |
| 567   | Bahnhof – Regensburger Straße – Lähr                                                     |
| 568   | Bahnhof – Regensburger Straße – Hasenheide Kirche                                        |
| 568   | Bahnhof – Ingolstädter Str. – Hasenheide Kirche                                          |
| 569   | Bahnhof – Woffenbach Zentrum – Stauf Renauweg                                            |
| 569   | Bahnhof – Alois-Senefelder-Straße – Stauf Renauweg                                       |
| 570   | Bahnhof – Rathaus – Volksfestplatz – Woffenbach Kirche                                   |
| 573   | Bahnhof – Rathaus – Altenhof – Koppenmühle                                               |
| 573   | Bahnhof – Rathaus – Klinikum – Holzheim                                                  |
| 574   | Rufbus: Bahnhof – Rödelberg – Ischhofen                                                  |
| 575   | Rufbus: Bahnhof – Pelchenhofen – Lippertshofen                                           |

Die Sonderlinie 571 verkehrt zwischen Bahnhof und Volksfestplatz, jedoch nur zu Großveranstaltungen auf dem Festplatz, vor allem zum Jura-Volksfest. 1998 verband sie das Landergartenschaugelände mit den Großparkplätzen in der Nürnberger Straße, am Klinikum und am Festplatz.
Weitere Regionalbuslinien der Omnibusverkehr Franken und der Regionalbus Ostbayern GmbH bedienen ausgewählte Haltestellen im Stadtgebiet.
Seit 1993 wurden im Zuge von Netzoptimierungen mehrere Linienwege geändert und neue Haltestellen geschaffen. Bis 1995 verkehrte die Linie 568 mit einzelnen Fahrten weiter bis zur Haltestelle Münchener Ring und erschloss damit auch das Gewerbegebiet Stauf-Süd. Dieser Linienabschnitt wurde wegen zu geringer Fahrgastzahlen ebenso eingestellt wie die Verlängerung der Linie 566 in den Stadtteil St. Helena im Fahrplan 1997. Eine in den 1990er Jahren geplante und in Fahrplänen bereits verzeichnete Erweiterung der Linie 573 in der Koppenmühle zur Dr.-Otto-Schedl-Straße wurde nie realisiert. 
Im September 2023 wurden die Stadtteile St. Helena und Voggenthal im Schulverkehr ins Netz mit eingebunden. 
Im September 2024 endete die Bedienung Berngaus, da der Fahrplan im Regionalbusverkehr erweitert wurde. Stattdessen führt die Linie 569 jetzt mit mehr Fahrten ins Gewerbegebiet Stauf-Süd. 

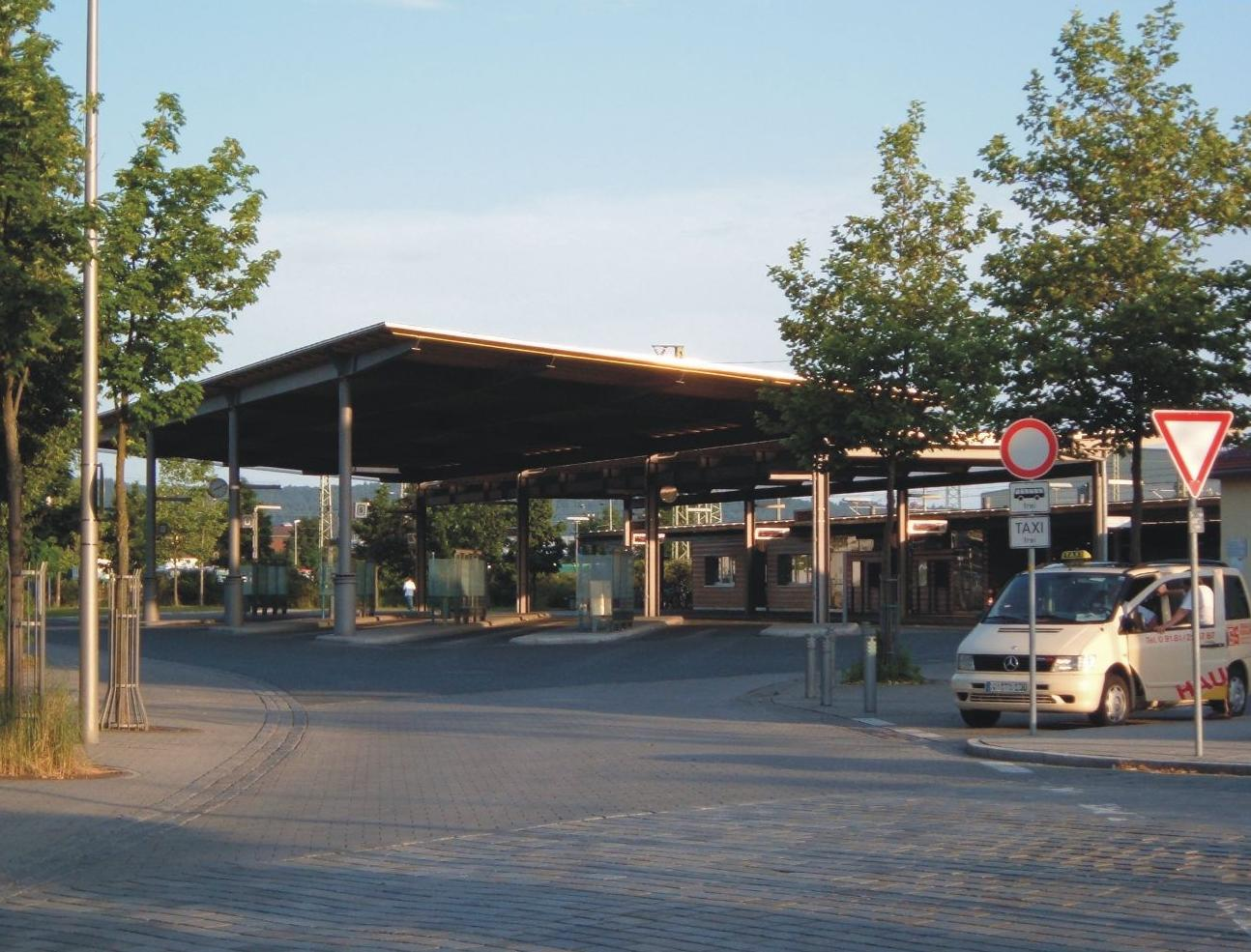
Busbahnhof am Bahnhof

## Betrieb und Planungen

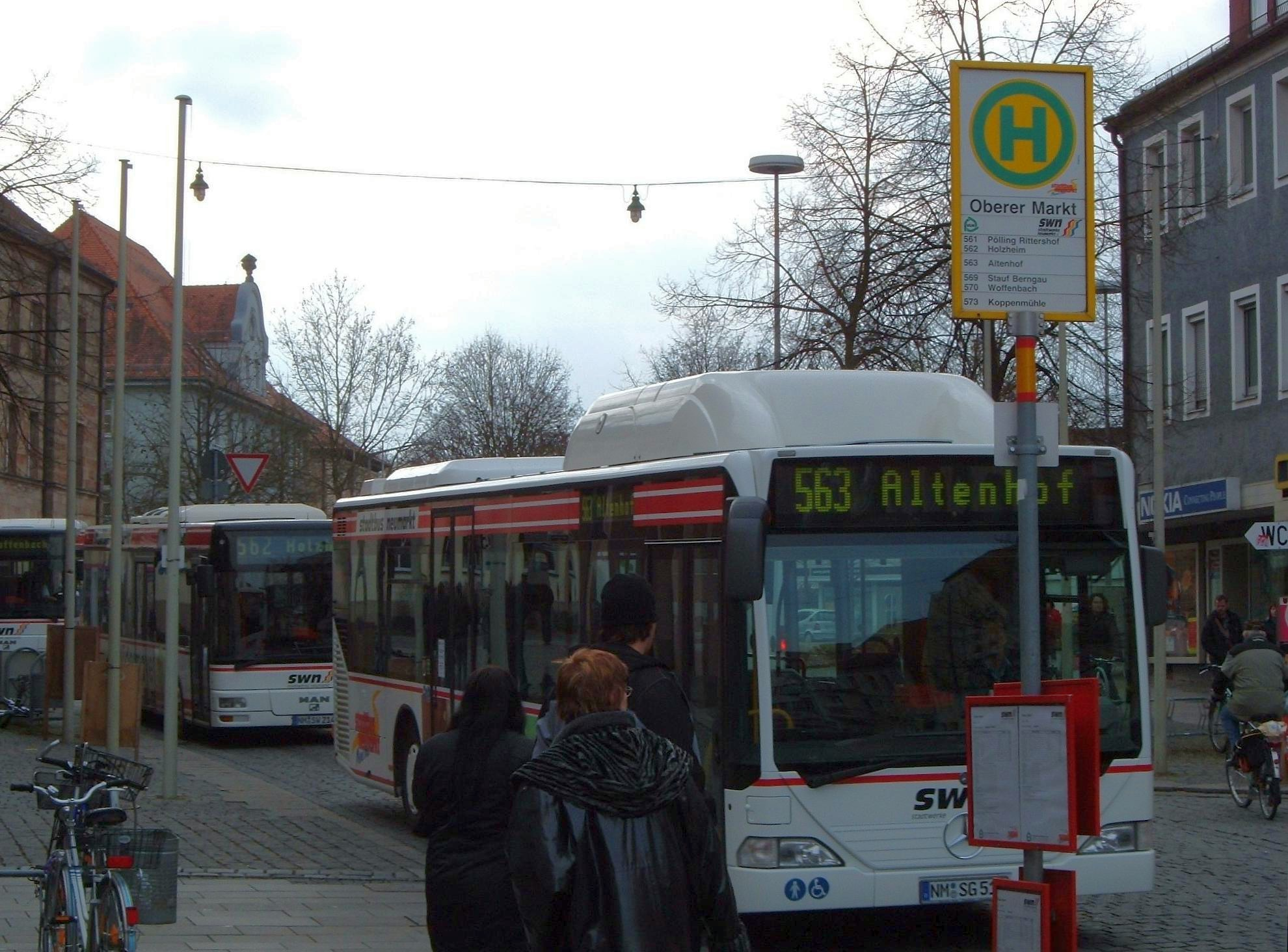
Haltestelle Oberer Markt

Die Busse verkehren montags bis freitags von 6 bis 19 Uhr, samstags von 8 bis 14 Uhr. Eine Ausnahme bildet seit September 2024 die Linie 569: hier besteht täglich abends eine Verbindung zwischen dem Bahnhof und dem Gewerbegebiet Stauf-Süd.
Die Linien 561–570 verkehren ab dem Bahnhof in einem grundsätzlichen Stundentakt, der auf den Linien 561, 563, 564, 565 und 568 Linien zu einem 30-Minuten-Takt ergänzt wird. Dabei werden jedoch teilweise unterschiedliche Linienwege bedient, so dass die Linien nicht durchgehend halbstündlich bedient werden. Auf den Linien 567 und 569 werden Abschnitte am Vormittag nur stadteinwärts, am Nachmittag nur stadtauswärts bedient.
Ein erster Nahverkehrsplan für Neumarkt wurde 2006 erstellt und 2018 fortgeschrieben. Hier und im 2013 veröffentlichten Gesamtverkehrsplan werden einige grundlegende Optimierungen vorgeschlagen, die bis heute jedoch nicht realisiert worden sind: die Ausdehnung der Betriebszeiten auf Abends und am Wochenende, die Vereinfachung und Vereinheitlichung des Fahrplans auf einen 30-Minuten-Takt in der Hauptverkehrszeit sowie die Verknüpfung der 10 Linien zu 5 Durchmesserlinien.
Eine Ausdehnung des Betriebs auf die Abendstunden wurde 2004 getestet, brachte jedoch nicht den gewünschten Erfolg. Im Sommer 2014 prüften die Stadtwerke die Möglichkeit, durch den Einsatz von Anrufsammeltaxis den Verkehr auch in die Abendstunden und auf das gesamte Wochenende auszudehnen. Die zu erwartenden hohen Kosten verhinderten jedoch eine Umsetzung.
Die Stadtwerke Neumarkt versuchten seit 1993 Übergänge zu den Zügen Richtung Nürnberg und Regensburg zu ermöglichen. Das gelingt allerdings nicht in allen Fällen, zumal die Fahrplanlagen der Züge ab Neumarkt Bahnhof oftmals richtungsbezogen unterschiedlich sind. Als weiteren Grund für die verschiedentlich fehlende Umsteigebeziehung zur Bahn gaben die Stadtwerke auch an, dass nur ein kleiner Teil der umsteigenden Fahrgäste am Busbahnhof zum Zug wechselt. Ein Großteil der Fahrgäste nutzt nämlich vorwiegend den städtischen Binnenverkehr und setzt die Fahrt innerhalb des Liniennetzes fort: Fahrplanänderungen würden sich dann nachteilig auf Fahrgäste auswirken, die innerstädtische Verknüpfungen im Netz in Anspruch nehmen.
Mit dem Start der S-Bahn zwischen Nürnberg und Neumarkt im Dezember 2010 wurde der Fahrplan dann flächendeckend umgestellt: Die Umsteigebeziehungen am Bahnhof zur S-Bahn sowie zum Regionalverkehr von DB Regio und agilis verbesserten sich erheblich, zudem wurde auf den Linien 562, 569 und 570 der Takt verdichtet. Ein Teil der Maßnahmen wurde auf Grund nur geringer Nachfrage in folgenden Fahrplanperioden wieder zurückgenommen.
Zentrale Umsteigeknoten sind die Haltestellen Bahnhof (mit Übergang zur S-Bahn und zu Regionalzügen und zu allen Regionalbuslinien), Oberer Markt bzw. Theo-Betz-Platz und Rathaus. 1997 wurde am Bahnhof ein überdachter Busbahnhof mit 14 Haltestellen errichtet, der über ein elektronisches Fahrgastinformationssystem verfügt.
Zum Jura-Volksfest wird der Betrieb auf den meisten Linien bis 1 Uhr verlängert. Die Linien verkehren dann ab ca. 19 Uhr auf anderen Routen und verbinden die Stadtteile Neumarkts sowie die Gemeinden Pilsach und Sengenthal mit der Haltestelle St.-Florian-Straße in unmittelbarer Nähe des Volksfestplatzes. Seit 2005 wird für diese zusätzlichen Fahrten der Tarif des VGN nicht mehr anerkannt, es gelten nur eigene Fahrausweise der Stadtwerke Neumarkt.

## Fahrzeuge und Infrastruktur
Die Stadtwerke Neumarkt setzen zurzeit zwölf Niederflurbusse der Marken Setra, MAN und Mercedes-Benz ein, die sich alle im Besitz der Stadtwerke befinden. Es kommen nur barrierefreie Niederflurfahrzeuge zum Einsatz, die alle auch mit Klimaanlagen ausgestattet sind. Der Fuhrpark soll möglichst modern gehalten werden, Fahrzeuge werden im Schnitt alle acht Jahre ausgewechselt.
Alle Busse verfügen über ein optisches und akustisches Fahrgastinformationssystem. Die jeweils nächsten vier Stationen werden sowohl digital als auch auf einem Display angezeigt. Darüber hinaus übermitteln alle Fahrzeuge ihre Positionen über ein GPS-System, was die Anzeige der Busse in Echtzeit auf einer eigenen Webseite ermöglicht.
Alle Haltestellen sind mindestens mit einem Abfahrtsplan ausgestattet, an Liniennetzknoten auch mit einem Liniennetzplan. Elektronische, jedoch nicht dynamische Anzeigen sind nur am Busbahnhof installiert. Über Sitzbänke und Unterstellmöglichkeiten verfügen nur stärker frequentierte Haltestellen, seit Januar 2009 werden von der Stadt Neumarkt i. d. OPf. schrittweise weitere Wartehäuschen errichtet. Seit 2019 weitere Haltestellen entsprechend dem Nahverkehrsplan schrittweise barrierefrei ausgebaut und teilweise auch mit Fahrgastinformationssystemen ausgerüstet werden. Eine Information über z. B. baustellenbedingte Umleitungen erfolgt in Print- und Online-Presse und an den Haltestellen, auf der SWN-Homepage und über die Fahrplanauskunft des VGN. An der Kreuzung Oberes Tor, die von allen Linien bedient wird, wurde an der Ampelanlage eine Vorrangschaltung installiert, mit der über ein Funksignal die Grünphase angefordert werden kann.